# AppleShare
AppleShare（アップルシェア）は、Apple Filing Protocol (AFP) を用いたファイル共有のこと。またはこれを実装するためのApple Computerのサーバソフトウェア製品の名称。このソフトのバージョン5.0以降はAppleShare IP（アップルシェア・アイピー）に改名し、AFPの他にも様々なネットワーク・サービスを実装したが、現在は販売終了している。

## 概要
Classic Mac OSやmacOSではAFPによるファイル共有をAppleShareと呼び、ローカルのファイルシステムや他のプロトコルによるファイル共有と区別している。具体例としては、マウントしたAFPボリュームの「情報を見る」を選択すると「フォーマット:AppleShare」と表示される。Mac OSに付属する機能拡張ファイルのAppleShareは、AFPサーバに接続する機能を提供するものである。
一方、Appleのソフトウェア製品名もAppleShareという。AppleShareと書かれていた場合、どちらの意味で使われているかは文意で判断するしかない。AFP over TCPすなわちTCP/IP上のAFPのことをAppleShare IPと呼んでいるケースがあるが、これは厳密には間違いである。AppleはAppleShare IPをソフトウェア名としてしか用いていない。

## サーバソフトウェア AppleShare
Classic Mac OSは、「パーソナルファイル共有」の設定を行なえば、AFPサーバとして動作させる事ができるが、同時接続10ユーザ迄、10ボリューム迄、10フォルダ迄といった制限がある。そこで、別途購入のソフトウェアAppleShareをClassic Mac OSにインストールすれば、大規模なAFPサーバとして動作させることができた。
バージョン4.xまでのAppleShareはAppleTalkをベースとし、AFPファイルサーバを中心として利用されていた。
バージョン5.0以降のAppleShare IPではPrinter Access Protocol (PAP) でのプリントサーバの機能、TCP/IPベースのAFP over TCP、Webサーバ、電子メールサーバ、FTPサーバ等が利用出来るようになった。また、SMB/CIFSをサポートすることでWindowsクライアント向けのファイルサーバとプリントサーバも実装していた。また、Mac OSクライアント管理向けのMacintosh Managerにてユーザ管理が行える仕組みを用意していた。また、リモート管理ツールのApple Network Assistantが添付されていた。
Classic Mac OS終了後は、AppleShareの機能はMac OS X Serverへ統合されており、Apple Network Assistantは同様の機能を持つApple Remote Desktopへ置き換えられた。

### 動作環境
Mac OS 9.1へ対応した、AppleShare IP 6.3.3が最終バージョンである。

## 参照
1. ↑  “アップル、インターネット/イントラネット向けサーバ専用機を発表”. pc.watch.impress.co.jp. 2021年2月15日閲覧。
2. ↑  Mac OS 8 and 9: パーソナルファイル共有のユーザ制限
3. ↑  “アップル、ARAとAppleShareのバージョンアップ”. pc.watch.impress.co.jp. 2021年2月15日閲覧。
4. ↑  “ソフトウェアリファレンス”. web.archive.org (2011年12月9日). 2021年4月1日閲覧。
5. ↑  “AppleShare IP 6.3.3 Features”. web.archive.org (2002年5月17日). 2021年4月1日閲覧。